# Microeca
Genre
Microeca est l'un des 13 genres de la famille des Petroicidae au sein des passereaux.

## Liste alphabétique des espèces appartenant à ce genre
D'après la classification de référence (version 13.2, 2023) du Congrès ornithologique international (ordre phylogénique) :
- Microeca flavigaster – Miro à ventre citron
- Microeca hemixantha – Miro des Tanimbar
- Microeca fascinans – Miro enchanteur